# Айліль Фінн
Айліль Фінн — (ірл. Ailill Finn) — верховний король Ірландії (за середньовічною ірландською історичною традицією). Час правління: 586 — 577 до н. е. (згідно «Історії Ірландії» (ірл. — Foras Feasa ar Éirinn) Джеффрі Кітінга) або 796 — 785 до н. е. (згідно хроніки Чотирьох Майстрів). Син Арта мак Лугдаха (ірл. - Art mac Lugdach) – верховного короля Ірландії. Прийшов до влади в результаті вбивства свого попередника – Фіаху Толграха. Так принаймні стверджують Джеффрі Кітінг та Чотири Майстри. Проте «Книга Захоплень Ірландії» (ірл. - Lebor Gabála Érenn) стверджує, що він прийшов до влади одразу після смерті свого батька – Арта мак Лугдаха, коли він був вбитий Фіаху Толграхом та його сином Дуї Ладрахом. Правив Ірландією протягом дев’яти років. Через два роки після початку його правління був вбитий Фіаху Толграх у битві з Айргетмаром – сином Сірлама. Армія васального королівства Мюнстер (Муму) на чолі з сином Айліля – Еоху та Лугайдом – сином Еоху Фіадмуйне змусили Айргетмара піти у вигнання – вирушити за море (судячи по всьому в Британію чи Альбу – нинішню Шотландію). Після семи років вигнання Айргетмар повернувся в Ірландію і вбив Айліля Фінна за допомогою Дуї Ладраха та його сина Фіаху. Але він не зміг захопити трон, який дістався Еоху мак Айлелла [1]. Але Джеффрі Кітінг та Чотири Майстри наводять альтернативну версію подій: Фіаху Толграх вбив Арта мак Лугдаха і захопив трон, правив Ірландією кілька років (7 або 9) і був вбитий Айлілем Фінном. Айліль Фінн правив Ірландією протягом 9 або 11 років (за різними джерелами). Був вбитий Айргетмаром. Після його вбивства престол зайняв Еоху мак Айлелла. «Книга захоплень Ірландії» синхронізує час його правління з часом правління Артаксеркса II в Персії (404 – 358 до н. е.), що сумнівно. Ірландський клан Гамарад Нефін (ірл. - Gamarad Nephin) з графства Мейо вважав Айліля Фінна своїм предком.